# Coupe de Luxembourg 1970-1971
La Coppa di Lussemburgo 1970-1971 è stata la 46ª edizione della coppa nazionale lussemburghese disputata tra il 23 agosto 1970 e il 5 giugno 1971 e conclusa con la vittoria della Jeunesse Hautcharage, al suo primo titolo.

## Formula
Eliminazione diretta in gara unica con la eccezione dei quarti di finale e delle semifinali che si sono giocate in gare di andata e ritorno.

### Turno di qualificazione
| Squadra 1            | Risultato | Squadra 2   |
| -------------------- | --------- | ----------- |
| 23 agosto 1970       |           |             |
| Blo-Giel Hupperdange | 1 − 0     | Pratzerthal |

| Squadra 1                   | Risultato | Squadra 2            |
| --------------------------- | --------- | -------------------- |
| 30 agosto 1970              |           |                      |
| Alzetta Cruchten            | 8 − 2     | Colmar-Berg          |
| Blo-Weiss Itzig             | 5 − 2     | Vinesca Ehnen        |
| Boevange/Attert             | 5 − 3     | Harlange             |
| Gold a Ro't Wiltz           | 8 − 1     | Sporting Beckerich   |
| Jeunesse Junglinster        | 4 − 2     | Marisca Mersch       |
| Kopstal 33                  | 3 − 6     | Blue Boys Muhlenbach |
| Les Montagnards Weiswampach | 3 − 0     | Rambrouch            |
| Lorentzweiler               | 7 − 3     | Hostert              |
| Mamer 32                    | 12 − 0    | Ehlerange            |
| Progrès Grund               | 0 − 5     | Hamm 37              |
| Sanem                       | 4 − 1     | Sandweiler           |
| Syra Mensdorf               | 4 − 1     | Minerva Lintgen      |
| Titus Lamadelaine           | 4 − 1     | Jeunesse Koerich     |
| Tricolore Gasperich         | 2 − 3     | AS Luxembourg        |

### 1º Turno preliminare
| Squadra 1                  | Risultato   | Squadra 2                     |
| -------------------------- | ----------- | ----------------------------- |
| 4 ottobre 1970             |             |                               |
| Alisontia Steinsel         | 2 − 3       | Les Aiglons Dalheim           |
| Alzetta Cruchten           | 0 − 13      | Blo-Weiss Madernach           |
| Arantia Berdorf            | 2 − 3       | Olympia Christnach/Waldbillig |
| Atert Bissen               | 2 − 1       | Claravallis Clervaux          |
| Beyren                     | 6 − 4 (dts) | Iska Boys Simmern             |
| Blo-Weiss Itzig            | 7 − 2       | AS Luxembourg                 |
| Blue Boys Muhlenbach       | 1 − 0       | Avenir Flaxweiler             |
| Etoile Sportive Clemency   | 4 − 3 (dts) | Syra Mensdorf                 |
| Folschette                 | 3 − 1       | Boevange/Attert               |
| Hamm 37                    | 1 − 4 (dts) | Résidence Walferdange         |
| Hobscheid                  | 6 − 1       | Mondercange                   |
| Jeunesse 07 Kayl           | 4 − 1       | Jeunesse Junglinster          |
| Jeunesse Canach            | 2 − 6       | Remich                        |
| Kehlen                     | 0 − 2       | Bous                          |
| Kischpelt Wilwerwiltz      | 7 − 0       | Blo-Giel Hupperdange          |
| Koeppchen Wormeldange      | 4 − 2 (dts) | Red Boys Aspelt               |
| Lorentzweiler              | 3 − 1       | Gold a Ro't Wiltz             |
| Mamer 32                   | 4 − 2       | Jeunesse Biwer                |
| Munsbach                   | 3 − 2       | Noertzange                    |
| Racing Troisvierges        | 1 − 0       | Reisdorf                      |
| Rapid Neudorf              | 0 − 7       | Mansfeldia Clausen            |
| Rodange                    | 3 − 2       | Rupensia Larochette           |
| Sanem                      | 1 − 2       | US Esch                       |
| Tarwat Tarchamps           | 0 − 2 (dts) | Les Montagnards Weiswampach   |
| Titus Lamadelaine          | 4 − 2       | Mertert                       |
| UNA Strassen               | 2 − 3 (dts) | Berdenia Berbourg             |
| US Bascharage              | 2 − 1       | Minière Lasauvage             |
| Yellow Boys Weiler-la-Tour | 0 − 2       | Amis des Sports Schifflange   |

### 2º Turno preliminare
| Squadra 1                   | Risultato       | Squadra 2                     |
| --------------------------- | --------------- | ----------------------------- |
| 7/8 novembre 1970           |                 |                               |
| Amis des Sports Schifflange | 2 − 1           | Résidence Walferdange         |
| Berdenia Berbourg           | 2 − 0           | US Esch                       |
| Blo-Weiss Itzig             | 0 − 1           | Koeppchen Wormeldange         |
| Bous                        | 1 − 3           | Blue Boys Muhlenbach          |
| Etoile Sportive Clemency    | 4 − 2 (dts)     | Les Aiglons Dalheim           |
| Folschette                  | 1 − 2           | Atert Bissen                  |
| Hobscheid                   | 1 − 3           | Les Montagnards Weiswampach   |
| Jeunesse 07 Kayl            | 11 − 2          | Beyren                        |
| Kischpelt Wilwerwiltz       | 3 − 4           | CS Rodange                    |
| Lorentzweiler               | 4 − 1           | Olympia Christnach/Waldbillig |
| Mamer 32                    | 5 − 3           | US Bascharage                 |
| Racing Troisvierges         | 0 − 4           | Blo-Weiss Madernach           |
| Remich                      | 3 − 3 (5-7 dtr) | Munsbach                      |
| Titus Lamadelaine           | 2 − 2 (2-5 dtr) | Mansfeldia Clausen            |

### 3º Turno preliminare
| Squadra 1                | Risultato   | Squadra 2                   |
| ------------------------ | ----------- | --------------------------- |
| 20 dicembre 1970         |             |                             |
| Blo-Weiss Madernach      | 0 − 3       | CS Hollerich                |
| Chiers Rodange           | 4 − 0       | Oberkorn                    |
| US Dudelange             | 1 − 2       | Koeppchen Wormeldange       |
| Egalité Weimerskirch     | 1 − 2 (dts) | Mamer 32                    |
| Etoile Sportive Clemency | 2 − 3       | Blue Boys Muhlenbach        |
| Etzella Ettelbruck       | 8 − 1       | Victoria Rosport            |
| Jeunesse Hautcharage     | 2 − 0       | Red Black Pfaffenthal       |
| Jeunesse Schieren        | 4 − 0       | Young Boys Diekirch         |
| Jeunesse Wasserbillig    | 1 − 3       | Arminia Weidingen           |
| Lorentzweiler            | 4 − 2       | Amis des Sports Schifflange |
| Munsbach                 | 0 − 1       | Les Montagnards Weiswampach |
| Orania Vianden           | 4 − 2       | The Belval Belvaux          |
| Red Star Merl/Belair     | 1 − 2       | Fola Esch                   |
| Rodange                  | 5 − 2       | Differdange                 |
| Sporting Bettembourg     | 2 − 1       | Mansfeldia Clausen          |
| Swift Hesperange         | 0 − 4       | Mondorf                     |
| The National Schifflange | 6 − 2       | Jeunesse 07 Kayl            |
| US Dudelange             | 1 − 2       | Koeppchen Wormeldange       |
| US Niederwiltz           | 2 − 1       | Atert Bissen                |
| Berdenia Berbourg        | 5 − 5 (dts) | Racing Rodange              |
| Daring Echternach        | 2 − 2 (dts) | Pétange                     |

| Squadra 1                   | Risultato | Squadra 2         |
| --------------------------- | --------- | ----------------- |
| 27 dicembre 1970 (Spareggi) |           |                   |
| Pétange                     | 3 − 2     | Daring Echternach |
| Racing Rodange              | 3 − 2     | Berdenia Berbourg |

### Sedicesimi di finale
| Squadra 1                   | Risultato   | Squadra 2            |
| --------------------------- | ----------- | -------------------- |
| 7 febbraio 1971             |             |                      |
| Blue Boys Muhlenbach        | 2 − 4       | Rumelange            |
| CS Hollerich                | 1 − 3       | Aris Bonnevoie       |
| Etzella Ettelbruck          | 0 − 1       | Union Luxembourg     |
| Jeunesse Hautcharage        | 3 − 0       | Racing Rodange       |
| Jeunesse Schieren           | 2 − 3       | Progrès Niedercorn   |
| Koeppchen Wormeldange       | 4 − 1       | CS Rodange           |
| Les Montagnards Weiswampach | 2 − 6       | Avenir Beggen        |
| Lorentzweiler               | 1 − 2 (dts) | Stade Dudelange      |
| Mondorf                     | 4 − 5       | Mamer 32             |
| Orania Vianden              | 1 − 2 (dts) | Alliance Dudelange   |
| Pétange                     | 2 − 0       | Tetange              |
| Sporting Bettembourg        | 2 − 1       | Fola Esch            |
| The National Schifflange    | 0 − 4       | Red Boys Differdange |
| US Niederwiltz              | 0 − 5       | Jeunesse Esch        |
| Arminia Weidingen           | 1 − 1 (dts) | Grevenmacher         |
| Chiers Rodange              | 1 − 1 (dts) | Spora Luxembourg     |

| Squadra 1                   | Risultato   | Squadra 2        |
| --------------------------- | ----------- | ---------------- |
| 11 febbraio 1971 (Spareggi) |             |                  |
| Arminia Weidingen           | 1 − 0       | Grevenmacher     |
| Chiers Rodange              | 2 − 1 (dts) | Spora Luxembourg |

### Ottavi di finale
| Squadra 1             | Risultato   | Squadra 2            |
| --------------------- | ----------- | -------------------- |
| 7 marzo 1971          |             |                      |
| Alliance Dudelange    | 2 − 5       | Progrès Niedercorn   |
| Arminia Weidingen     | 1 − 6       | Aris Bonnevoie       |
| Koeppchen Wormeldange | 0 − 4       | Chiers Rodange       |
| Mamer 32              | 0 − 5       | Jeunesse Esch        |
| Pétange               | 0 − 1 (dts) | Avenir Beggen        |
| Sporting Bettembourg  | 1 − 2 (dts) | Red Boys Differdange |
| Union Luxembourg      | 2 − 1       | Stade Dudelange      |
| Jeunesse Hautcharage  | 0 − 0 (dts) | Rumelange            |

| Squadra 1                 | Risultato | Squadra 2 |
| ------------------------- | --------- | --------- |
| 11 marzo 1971 (Spareggio) |           |           |
| Jeunesse Hautcharage      | 3 − 1     | Rumelange |

### Quarti di finale
•L'andata giocata il 2 maggio e il ritorno giocato il 12 maggio del 1971.
| Squadra 1            | Totale | Squadra 2          | Andata | Ritorno |
| -------------------- | ------ | ------------------ | ------ | ------- |
| Avenir Beggen        | 3 - 7  | Union Luxembourg   | 0 - 3  | 3 - 4   |
| Jeunesse Hautcharage | 3 - 1  | Chiers Rodange     | 2 - 1  | 1 - 0   |
| Red Boys Differdange | 8 - 2  | Progrès Niedercorn | 2 - 2  | 6 - 0   |
| Aris Bonnevoie       | 2 - 2  | Jeunesse Esch      | 1 - 1  | 1 - 1   |

| Squadra 1                  | Risultato | Squadra 2      |
| -------------------------- | --------- | -------------- |
| 16 maggio 1971 (Spareggio) |           |                |
| Jeunesse Esch              | 3 − 0     | Aris Bonnevoie |

### Semifinali
•L'andata giocata il 23 maggio e il ritorno giocato il 26 maggio del 1971.
| Squadra 1            | Totale | Squadra 2            | Andata | Ritorno |
| -------------------- | ------ | -------------------- | ------ | ------- |
| Red Boys Differdange | 0 - 2  | Jeunesse Esch        | 0 - 1  | 0 - 1   |
| Union Luxembourg     | 1 - 2  | Jeunesse Hautcharage | 1 - 1  | 0 - 1   |

### Finale
| Arbitro: | Weber |

|                                        |           |            |
| Klein 71’, 115’ Welscher 92’ Kisch 96’ | Marcatori | 12’ Langer |

| Jeunesse Hautcharage | Jeunesse Esch |

### Formazioni
| Jeunesse Hautcharage |    |                      |  |           |  |
|                      |    |                      |  |           |  |
| POR                  | 1  | Lucien Fusulier      |  |           |  |
| DIF                  | 2  | Jean-Pierre Poos     |  |           |  |
| DIF                  | 3  | Fernand Felten       |  |           |  |
| DIF                  | 4  | Edy Welscher         |  |           |  |
| DIF                  | 5  | Jean-Pierre Welscher |  | 92’       |  |
| DIF                  | 6  | Guy Thill            |  |           |  |
| CEN                  | 7  | Romain Kaiser        |  |           |  |
| CEN                  | 8  | Pitt Kisch           |  | 96’       |  |
| ATT                  | 9  | Lucien Welscher      |  |           |  |
| ATT                  | 10 | Arthur Klein         |  | 71’, 115’ |  |
| ATT                  | 11 | Romain Schoder       |  |           |  |
| A disposizione:      |    |                      |  |           |  |
| Allenatore:          |    |                      |  |           |  |
| Romain Schoder       |    |                      |  |           |  |

| Jeunesse Esch   |    |                                  |     |  |  |
|                 |    |                                  |     |  |  |
| POR             | 1  | René Hoffmann                    |     |  |  |
| DIF             | 2  | Robert Da Grava                  |     |  |  |
| DIF             | 3  | Jeannot Schaul                   |     |  |  |
| DIF             | 4  | Léon Mond                        |     |  |  |
| DIF             | 5  | Jean-Pierre Hnatow               |     |  |  |
| DIF             | 6  | Henri Kosmala                    |     |  |  |
| CEN             | 7  | Pitt Langer (Jean Schuller 100') | 12’ |  |  |
| CEN             | 8  | Daniel Bartolacci                |     |  |  |
| ATT             | 9  | Jean-Pierre Hoffmann             |     |  |  |
| ATT             | 10 | Dominique Di Genova              |     |  |  |
| ATT             | 11 | Guy Allamano                     |     |  |  |
| A disposizione: |    |                                  |     |  |  |
| Allenatore:     |    |                                  |     |  |  |
| Ernst Melchior  |    |                                  |     |  |  |